# Morgan Burnett
Morgan Mark Burnett (* 13. Januar 1989 in Memphis, Tennessee) ist ein ehemaliger US-amerikanischer American-Football-Spieler in der National Football League (NFL). Er spielte als Safety für die Cleveland Browns, die Pittsburgh Steelers und die Green Bay Packers. Mit den Packers gewann Burnett den Super Bowl XLV.

## College
Burnett, auf der Highschool auch ein talentierter Leichtathlet, besuchte das Georgia Institute of Technology (Georgia Tech) und spielte für dessen Mannschaft, die Yellow Jackets, äußerst erfolgreich College Football, wobei er zwischen 2007 und 2009 insgesamt 235 Tackles setzen, einen Sack und 14 Interceptions erzielen konnte. Außerdem gelang ihm ein Touchdown.

## NFL

### Green Bay Packers
Burnett wurde beim NFL Draft 2010 als Draft Pick Nummer 71 von den Green Bay Packers ausgewählt. Um ihn draften zu können, war ein Tausch mit den Philadelphia Eagles notwendig. Diese erhielten im Gegenzug einen Dritt- und einen Viertrunden-Pick. Er unterschrieb einen Vierjahresvertrag über 3,50 Millionen US-Dollar inklusive 875 100 Dollar Handgeld (Signing Bonus).

Seine Rookie-Saison war bereits nach vier Einsätzen als Starting Free Safety zu Ende. Ein Kreuzbandriss setzte Burnett für den Rest der Spielzeit außer Gefecht, weshalb er auch beim Super Bowl XLV, der gegen die Pittsburgh Steelers gewonnen werden konnte, zum Zuschauen verurteilt war.
In den folgenden Saisons entwickelte er sich zu einer verlässlichen Stütze im Secondary der Packers. So war er etwa 2012 bei jedem der 1088 Spielzüge der Defense auf dem Feld.
2014 wurde ihm allerdings vorgeworfen, die Mitschuld am Ausscheiden im NFC Championship Game gegen die Seattle Seahawks zu tragen, da er im letzten Quarter nach einer Interception gegen Russell Wilson unbedrängt den Spielzug aufgab und so möglichen Raumgewinn verschenkt hatte. Insgesamt bestritt er für die Packers 102 Spiele, alle als Starter.

### Pittsburgh Steelers
Im März 2018 unterschrieb er bei den Pittsburgh Steelers einen Dreijahresvertrag in der Höhe von 14,35 Millionen Dollar, davon 4,35 Millionen Handgeld.
Am 1. April 2019, nach nur einer Saison, wurde er allerdings bereits wieder entlassen. Nicht zuletzt verletzungsbedingt waren ihm nur 30 Tackles gelungen. Bereits im Januar hatte er selbst um Auflösung seines Vertrages gebeten, da er sich auf der ihm im Verteidigungsschema des Teams zugedachten Position überhaupt nicht wohlfühlte.

### Cleveland Browns
Am 5. April verpflichteten ihn die Cleveland Browns für zwei Spielzeiten.
Nach nur acht Begegnungen war für ihn verletzungsbedingt die Saison 2019 allerdings bereits wieder zu Ende.
Nachdem er in der Saison 2020 nicht gespielt hatte, gab Burnett am 29. März 2021 sein Karriereende bekannt.